# Kamalpreet Kaur
Pour les articles homonymes, voir Kaur.
Kamalpreet Kaur (en pendjabi : ਕਮਲਪ੍ਰੀਤ ਕੌਰ, et en hindi : कमलप्रीत कौर), née le 4 mars 1996 à Sri Muktsar Sahib (en) dans le Pendjab, est une athlète indienne, spécialiste du lancer du disque.

## Biographie
Elle se classe cinquième des Championnats d'Asie d'athlétisme 2019.
Elle établit le record d'Inde du lancer du disque avec 65,06 m, qu'elle améliore avec 66,59 m, le 21 juin 2021 à Patiala. Le 31 juillet 2021, elle atteint la finale des Jeux olympiques d'été de 2020 en réalisant la deuxième meilleure marque des qualifications.
Début 2022 elle est contrôlée positive et suspendue trois ans.